# 范德比尔特博物馆
范德比尔特博物馆（英語：Vanderbilt Museum）位于美国纽约州长岛北海岸纽约州的Centerport，以威廉·范德比尔特二世(1878–1944)命名，占地43-英畝（17-公頃），原为范德比尔特庄园，鹰巢（Eagle's Nest）。

## 历史
范德比尔特庄园，又名鹰巢，为白色的西班牙复兴式建筑，由设计大中央车站的纽约的沃伦和韦特莫尔建筑事务所设计，建于1910-1936年。
1944年威廉·范德比尔特二世去世，留遗嘱将其长岛庄园捐赠给苏福克县，开辟为博物馆，用于展出他收集的海洋、自然史和民族志藏品。
1970年，苏福克县在庄园内建造了天文馆。
1985年9月26日，范德比尔特庄园列入国家史迹名录。

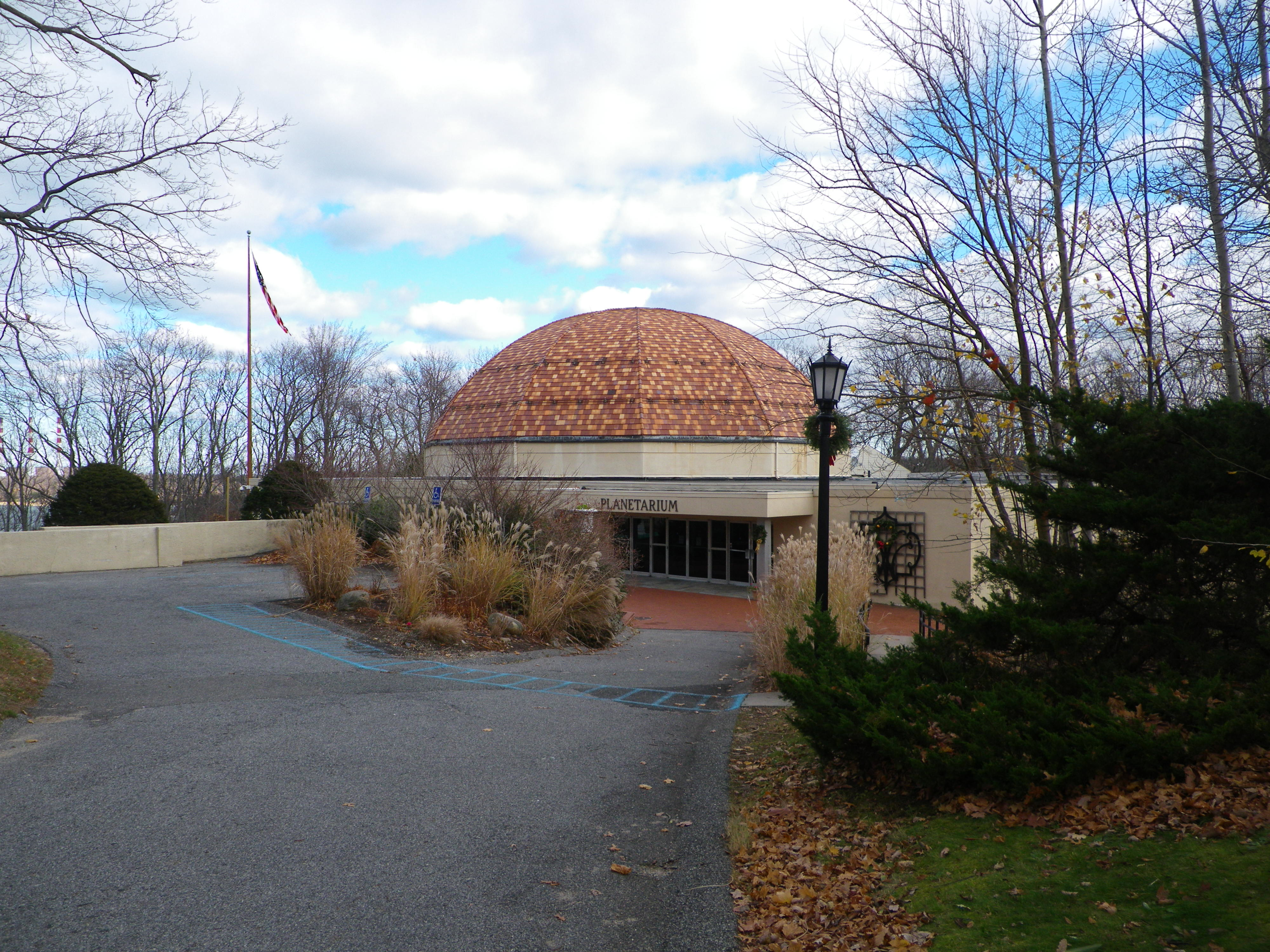
天文馆